# ZBV (Romanserie)
ZBV (Abkürzung für Zur besonderen Verwendung) ist eine 50-bändige Roman-Serie des deutschen Science-Fiction-Autors Karl-Herbert Scheer.
Erstmals erschien sie 1957 als gebundenes Leihbuch im Balowa Gebrüder Zimmermann Verlag, Balve mit dem Zusatz UTO(pia)-Krimi(nalroman). Als Heftnachdruck erschien sie ab 1958 unter dem Titel Utopia Zukunftsroman (ZBV 1 und 3) im Pabel-Verlag sowie ab 1962 im Rahmen der Terra-SF-Reihe des Moewig Verlages (ZBV 2 und 4ff.), ergänzt dort durch Neuauflagen bis ZBV 18 im Jahr 1965. Ab 17. November 1972 wurde die Serie neu aufgelegt bzw. fortgesetzt und erschien als Taschenbuch im Pabel-Verlag Rastatt. Eine 2. Auflage wurde 1976 aufgelegt. Es folgte auch noch eine 3. Auflage. Waren die ersten Bände jeweils in sich abgeschlossene Handlungsstränge, so wurden im Verlauf der späteren Bände Handlungsbögen über zwei und mehrere Bände aufgebaut.
Die ZBV-Serie wurde 1980 mit Erscheinen von Band 50 inmitten des aufgebauten Handlungsbogen eingestellt und so der Calthur/Toterlay/Golda-Zyklus nicht vollendet.
An der Serie arbeiteten ebenfalls die Perry-Rhodan-Autoren Kurt Mahr, H. G. Francis und William Voltz mit.
Ein Teil der Romane wurde ins Französische und ins Niederländische übersetzt.

## Inhalt
ZBV gilt als Vorläufer der Science-Fiction-Serie Perry Rhodan, da sie deutliche Gemeinsamkeiten mit deren ersten Bänden hat. Scheers Autorschaft in der Rhodan-Serie wird bei den Taschenbuchausgaben des Pabel-Verlages auf deren Titelseite auch besonders herausgestellt. Ebenso wurden zahlreiche identische Charaktere, Handlungsstränge und technische Entwicklungen vorweggenommen. Dazu zählt beispielsweise der Aufbruch ins All mit Hilfe außerirdischer Technik. Auch gibt es in der ZBV-Serie bereits Abenteuer in der Vergangenheit, in denen das sagenumwobene Atlantis existiert.
Der inhaltliche Schwerpunkt liegt jedoch bei Agentenabenteuern im All und auf der Erde. So gehen die Einsätze der beiden Hauptfiguren Thor Konnat, Deckname „HC-9“ (geboren in einer europäischen Region, die einmal als Bundesrepublik bekannt war), und des skurrilen Hannibal Othello Xerxes Utan, Deckname MA-23, „Schatten“ der westlichen, amerikanisch beeinflussten Geheimen Wissenschaftlichen Abwehr (GWA), zuerst gegen irdische Machtblöcke, insbesondere den chinesisch beeinflussten Großasiatischen Staatenbund (GAS), und Verbrecherorganisationen.
Nach und nach entwickelt sich die Serie von futuristischen Spionage-Geschichten, die ab dem Jahr 2002 spielen, mehr und mehr zur Science-Fiction. Ab Band 8 wird nach der Entdeckung von vergessener Technik vom Mars auch gegen außerirdische Gefahren gekämpft. Die Erde wird in der ZBV-Serie vor 187.000 Jahren von den Marsbewohnern als Außenstützpunkt bewohnt, welche die Vorfahren der Menschheit zu Handlangern heranzogen und schulten. Die Menschheit findet nach der ersten Entdeckung auf dem Mond weitere Technik auf der Erde und dem Mars sowie den Hinweis auf ihre Herkunft. Der technische Fortschritt schreitet mit Hilfe der Mars-Technik sehr schnell voran, was jedoch auch außerirdische Mächte anlockt und für neue Gefahren sorgt.
Grundsätzlicher Ausgangspunkt der Geschichten ist eine komplizierte Gehirnoperation an den beiden Hauptakteuren Konnat und Utan, bei der ein Nervenleiter zwischen den beiden Gehirnhälften unterbrochen wird, und die diese beiden als einzige bei geistiger Gesundheit überstanden haben. Aufgrund dieser Operation sind sie unempfindlich gegen Verhördrogen und hypnotische Beeinflussung. Im weiteren Verlauf entwickelt sich aus dieser Fähigkeit eine „mutantenähnliche“ Weiterentwicklung (Mutanten entstehen, laut Scheer, durch Vererbung, sie haben die Fähigkeiten durch „Entwicklung“ erworben – allerdings werden in Band 4 auch Mutationen eingeführt, die durch eine Atomexplosion im Amazonasgebiet entstanden und die den Mutanten Manzo hervorbrachten, der später Agent der GWA wird).
Konnat und Utan werden zu Telepathen (Gedankenlesern) und durch spezielle marsianische Maschinen zu intellektuellen Übermenschen. Die geistige Distanz zwischen „Normalmensch“ und „Übermensch“ ist auch in einigen Romanen ein nicht unwesentliches Thema. Unter anderem wächst bei den Menschen das Unbehagen gegenüber den Telepathen, die zunehmend auf ihren Ehrenkodex verweisen, nie ohne guten Anlass in fremde Gehirne einzudringen.
In den Fortsetzungen aus den 1970er-Jahren wird als Abwehrchef des europäischen Geheimdienstes MADE die Figur des Primo Zeglio – mit nicht eben schmeichelhaften Charakteristiken – eingeführt. In der Realität war Primo Zeglio der Regisseur des bisher einzigen Perry-Rhodan-Kinofilms Perry Rhodan – SOS aus dem Weltall (1967).
Sämtliche 50 Titelbilder der ZBV-Reihe wurden von Johnny Bruck gemalt.
Mit dem Sprecher Volker Risch wurden die beiden ersten Bände („Zur besonderen Verwendung“ und „Kommandosache HC9“) 2005 auch als Hörbuch umgesetzt und im Verlag readersplanet veröffentlicht.

## Liste der Titel
Die Reihe wurde seit ihrem Erscheinen mehrfach aufgelegt und erschien sowohl als Hardcover, Taschenbuchreihe als auch als
E-Book.
- 1: Zur besonderen Verwendung
- 2: Kommandosache HC 9
- 3: Ordnungszahl 120
- 4: Unternehmen Pegasus
- 5: CC-5 streng geheim
- 6: Hölle unter Null Grad
- 7: Großeinsatz Morgenröte
- 8: Eliteeinheit Luna-Port
- 9: Überfällig
- 10: Vollmacht unbegrenzt
- 11: Zutritt verboten
- 12: Fähigkeiten unbekannt
- 13: Vorsicht Niemandsland!
- 14: Diagnose negativ
- 15: Kodezeichen Großer Bär
- 16: Raumpatrouille Nebelwelt
- 17: Offensive Minotaurus
- 18: Gegenschlag Kopernikus
- 19: Nachschubbasis Godapol
- 20: Programmierung ausgeschlossen
- 21: Marsversorger ALPHA VI (mit Kurt Mahr)
- 22: Geheimorder Riesenauge (mit Kurt Mahr)
- 23: Intelligenz unerwünscht
- 24: Testobjekt Roter Adler
- 25: Sonderplanung Mini-Mond (unter Mitwirkung von William Voltz oder H. G. Ewers wegen Erkrankung von Scheer)
- 26: Sicherheitsfaktor III (mit Kurt Mahr)
- 27: Notrufsender Gorsskij
- 28: Erbspione vogelfrei
- 29: Marsrevolte problematisch
- 30: Alphacode Höhenflug (mit William Voltz)
- 31: Zonta-Norm regelwidrig (mit Kurt Mahr)
- 32: Robotnarkose Newton
- 33: Privileg Venusgeist
- 34: Inkarnation ungesetzlich
- 35: Notlösung vorgesehen (mit H. G. Francis)
- 36: Spätkontrolle aufschlußreich
- 37: Fehlschlag unzulässig
- 38: Losung Takalor (mit H. G. Francis)
- 39: Brutlabor Okolar-Trabant (mit H. G. Francis)
- 40: Bezugspunkt Atlantis
- 41: Generalprobe Zeitballett
- 42: Periode Totalausfall
- 43: Reizimpuls Todesschläfer
- 44: Größenordnung Götterwind
- 45: Komponente Calthur
- 46: Festungsklause Saghon
- 47: Regelschaltung Jungbrunnen
- 48: Symbiose Herbstgewitter
- 49: Ausgezählt
- 50: Hyperkode Wüstenfuchs
- 51: Gefahrensektor Manitu (Noch angekündigt, aber nicht mehr erschienen)[3]